# イヌイさんッ!
『イヌイさんッ!』は、月鈴茶子による日本の4コマ漫画作品。
第62回小学館新人コミック大賞において佳作を受賞後、『ちゃおデラックス』にて2008年から掲載・発表されている。また、『ちゃお』2009年1月号にて読み切りという形で発表され、その後同年8月号からは連載に移行、2016年4月号まで連載された。さらに『ChuChu』にも2009年（3・）4月（合併）号から2010年2月号（最終号）まで連載された。なお、この3誌の版元はすべて小学館。単行本は2015年10月現在、同社のちゃおコミックスより5巻が刊行されている。
女子高生の心を持つ犬・イヌイと、それに振り回される女子高生の宇佐木瑠々美との日常を描いた作品。

## 登場人物
イヌイ
声 - 江上敬子（ニッチェ）
後脚で立ち、2足歩行が出来、服を着て、人間の言葉をしゃべる、けったいなメス犬。
しかも、彼女自身は自分を人間だと思っている。自分のことを「イヌイ」と言い、心は女子高生だと言い張る。クラスメイトの日辻（ひつじ）くん（声-天﨑滉平）のことが好き。非常に鼻がきくが、その鼻が急所。
作中には未登場だが、弟がいて、お母さんは美人･･･らしい。
宇佐木瑠々美（うさぎ るるみ）
声 - 洲崎綾
イヌイから一方的に気に入られ、彼女の親友ということにされている女の子。
笑顔が可愛いボブカットの女子高生で、いつもイヌイのけったいな言動に振り回されている苦労人。別のクラスの久間（くま）くんのことが好き。
ちなみに、この作品に登場する人物の名前はみんな動物にちなんでいる。
日辻光太郎（ひつじ こうたろう）
声 - 天﨑滉平
イヌイと瑠々美のクラスメイト。
イヌイから好意をよせられており、瑠々美に相談したイヌイが告白を決意したのだが、なぜかトンボの話になってしまい日辻（ひつじ）には真意が伝わらなかった。

## OVA
ちゃお2014年8月号より「ちゃおちゃおTV」に収録。原作では瑠々美が転校してくるのは冬だが、OVAでは夏になっている。第5話はOVA限定の完全オリジナルストーリー。

### 各話リスト
| 話数  | サブタイトル                 | 収録号             |
| ----- | ---------------------------- | ------------------ |
| 第1話 | 犬乙女！？本邦初登場！！の巻 | ちゃお2014年8月号  |
| 第2話 | 恋する犬乙女の巻！！         | ちゃお2014年12月号 |
| 第3話 | イヌイさん観察レポートの巻   | ちゃお2015年9月号  |
| 第4話 | まさかの大ゲンカ！！の巻     | ちゃお2015年12月号 |
| 第5話 | ふたりの紙芝居の巻           | ちゃお2016年1月号  |

### スタッフ
- 企画 - ちゃお編集部
- 原作 - 月鈴茶子
- 監督/脚本/コンテ - 澤田裕太郎
- 作画 - 村上若奈
- オープニング/エンディング楽曲作曲 - 津田ケイタ
- エンジニア - 戸川和哉
- 音楽制作 - サーティース
- 音楽プロデューサー - 佐藤能久
- 劇中BGM/音響効果 - 菊池司
- プロデューサー - 遠藤純一（Pie in the sky）、新海岳人（Pie in the sky）
- アニメーション制作 - Pie in the sky
- 制作 - 小学館集英社プロダクション
- 制作著作 - 小学館

## 書誌情報
- 月鈴茶子 『イヌイさんッ!』 小学館〈ちゃおコミックス〉、既刊5巻（2015年10月現在）
  1. 2010年10月1日発売[1]、ISBN 978-4-09-133420-6
  2. 2011年9月30日発売[2]、ISBN 978-4-09-134087-0
  3. 2012年11月30日発売[3]、ISBN 978-4-09-134770-1
  4. 2014年2月27日発売[4]、ISBN 978-4-09-135736-6
  5. 2015年10月30日発売[5]、ISBN 978-4-09-137887-3